# طوسون (حي)
طوسون (وتُنْطَق طُسُنْ) هي منطقة سكنية تابعة لشياخة أبو قير الغربية بحي ثان المنتزة بمدينة الإسكندرية في مصر.

## أهم المعالم
- مستشفى أبو قير للتأمين الصحي.
- مجمع مرور طوسون.
- قسم شرطة ثان المنتزة.
- معهد الدفاع الجوي